# Loving You (canción)
"Loving You" ("Amándote") es una canción grabada y popularizada por Elvis Presley compuesta por el dúo creativo Jerry Leiber y Mike Stoller.  La canción es el tema principal de la película homónima de Elvis Presley de 1957 Loving you y a la vez forma parte del álbum de la banda de sonido de ese film. 
Además del álbum del film, Loving you se editó por RCA como cara B del disco simple con el tema Teddy Bear en su cara A. Elvis registró la canción en los estudios Radio Recorders de Hollywood, California, el 24 de febrero de 1957 

## Músicos
Elvis Presley - voz 
Dudley Brooks - piano
Scotty Moore - guitarra eléctrica
Bill Black - contrabajo
The Jordanaires - coros 

## Carátula
En la carátula del disco puede observarse a Elvis en su rol del protagonista del film Deke Rivers, ataviado con un traje estilo country o rodeo de color blanco con detalle de flores en el mismo color sobre un fondo rojo. Se editaron al menos dos portadas diferentes para el disco. Una donde Elvis se muestra tocando una guitarra acústica Gibson J200N y la otra sosteniendo a un Teddy Bear.

## Charts
La canción entró en varios charts alcanzando en Estados Unidos en las listas del Billboard el puesto # 15 del U.S. country chart, el # 20 del U.S. pop chart y en el Reino Unido el # 24 del UK Singles Chart. El tema del lado B del sencillo  (Let me be) Your Teddy Bear se convirtió en un gran éxito de Elvis Presley, alcanzando el puesto # 1 del U.S. pop, country, and R&B charts y el # 3 del UK Singles Chart. 
| Charts (1957)                | Posición alcanzada |
| ---------------------------- | ------------------ |
| U.S Billboard Country Chart, | 15                 |
| U.S. Billboard Pop Chart     | 20                 |
| UK Singles Chart             | 24                 |